# Aizik Feder
Pour les articles homonymes, voir Feder.
Aizik Feder, dit Adolphe Feder, né à Odessa, en Ukraine, alors dans l'Empire russe le 16 juillet 1886, et mort à Auschwitz le 13 décembre 1943, est un peintre ukrainien.

## Biographie

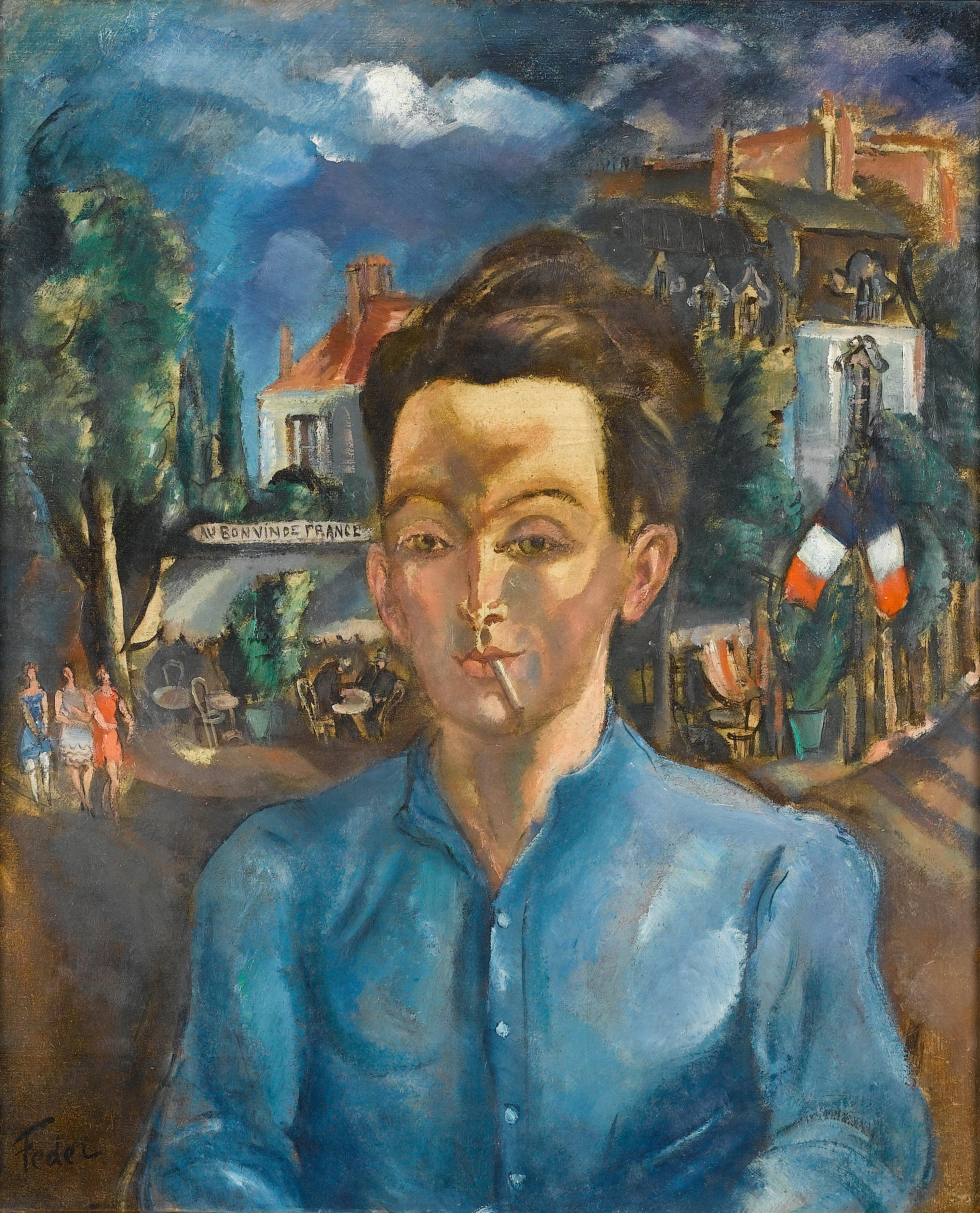
Adolphe Feder, Au bon vin de France, coll.part.

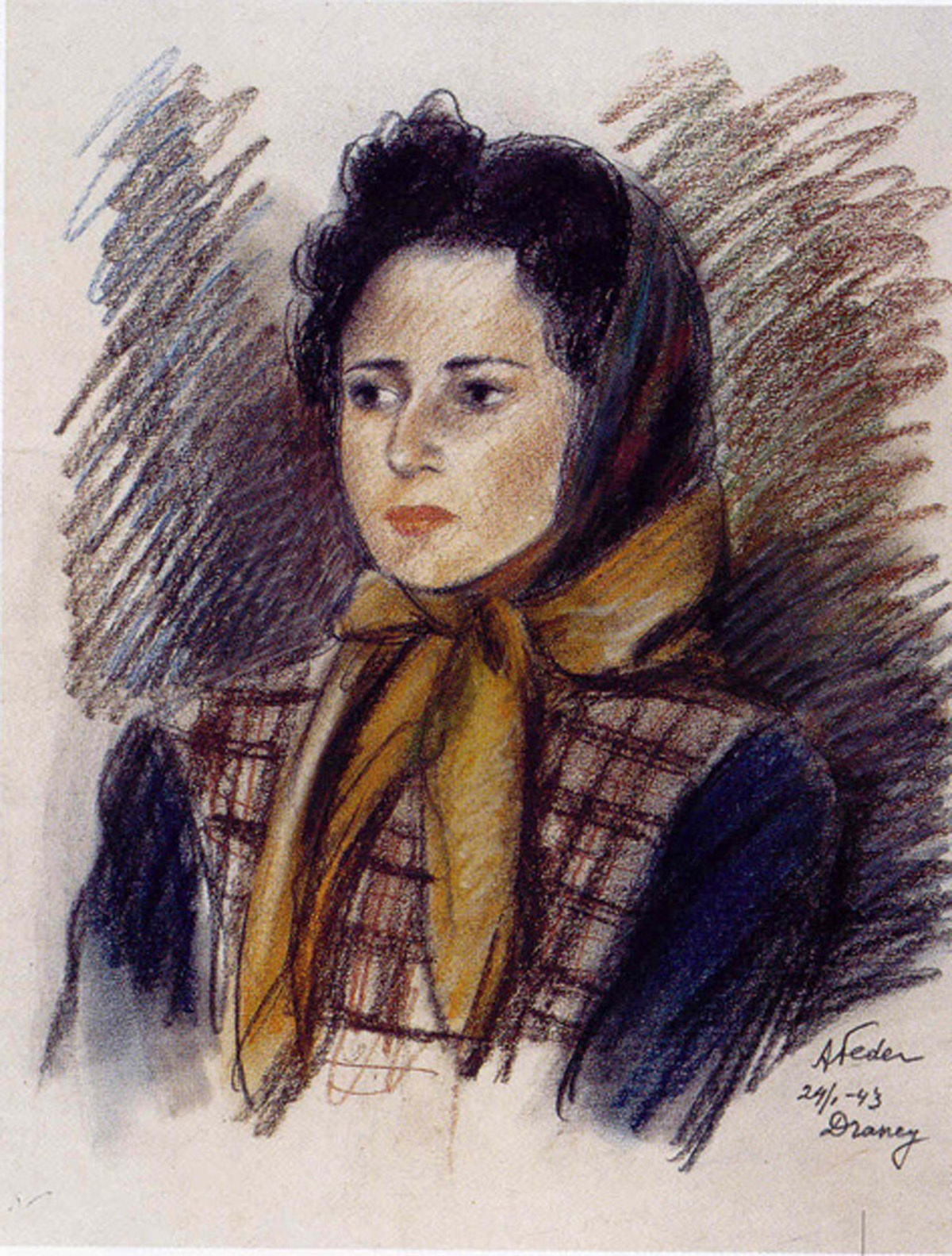
Adolphe Feder, Portrait de femme, camp de Drancy.

Après avoir participé au mouvement révolutionnaire du Bund, Adolphe Feder, fils de commerçants, part à Berlin en 1906, puis à Genève où il fréquente l'Académie des beaux-arts. Il rejoint Paris en 1908, étudie à l'Académie Julian et dans l'atelier d'Henri Matisse dont il devient l'ami. C'est précisément sous l'influence de Matisse que ses premières toiles, exposées au Salon d'automne à partir de 1912, « un peu anecdotiques mais très savoureuses dans leur lyrisme souple et leur vigueur chromatique, sont d'obédience fauve dans une construction cézannienne, mais sans contrastes violents et tracées d'une touche sèche et maigre ».
Membre de la Société des artistes russes avec Michel Larionov et Ossip Zadkine, proche d'Othon Friesz, Amedeo Modigliani et Jacques Lipchitz avec qui il fréquente La Rotonde, il est également collectionneur d'arts premiers et d'art naïf. Il passe l'été 1921 dans le Finistère à Doëlan, non loin de Pouldu où Gauguin avait peint. En 1924, il participe à un voyage en Palestine organisé par l'éditeur A. Kogan. Il voyage aussi en Algérie. C'est à la suite de ces deux derniers voyages, observe Gérald Schurr, que « sa palette se fait plus subtile, ses enchaînements de formes plus élaborés, et qu'éclate son lyrisme latent ». En 1931, il décore les pavillons de Madagascar et de la Palestine lors de l'Exposition coloniale internationale.
Ses thèmes en peinture, restitue Maximilien Gauthier en 1934, sont « les ouvriers, les buveurs de nos faubourgs, les paysans, les pêcheurs de Bretagne, Juives ou Arabes d'Algérie, de Tunisie, de Palestine, des paysages d'Île-de-France, des fleurs, des natures mortes ». Il collabore à des journaux comme Le Monde et La Presse, ainsi qu'à une revue en langue russe, Oudar.
Il illustre des livres de Joseph Kessel, d'Arthur Rimbaud.
En 1942, il ne tente pas de fuir la zone occupée et demeure à Paris où il pense être en sécurité du fait de son statut de Français par naturalisation : « parmi les peintres juifs, bon nombre sont en 1942 totalement inconscients du danger qui les guette ». Arrêté avec son épouse Sima le 4 juin 1942, il est enfermé quatre mois durant à la prison du Cherche-Midi, puis transféré au camp de Drancy d'où il est déporté le 13 février 1943 par le convoi no 48 pour Auschwitz.
Rescapée avec une part des œuvres peintes par son mari au camp de Drancy, Sima Feder a fait don d'une part de ceux-ci au Ghetto Fighters' House Museum. 
De remarquables portraits d'Aizik Feder nous conservent son image, tel celui peint par Philippe Hosiasson que conserve à Paris le Musée d'Art et d'Histoire du judaïsme, ou cet autre, photographie d'Albert Harlingue qui, prise dans l'intérieur de l'artiste, restitue en lui le collectionneur d'arts premiers,.

## Ouvrages illustrés
- Suite de 46 aquarelles pour illustrer les œuvres d'Arthur Rimbaud, 350 exemplaires numérotés, René Kieffer, Paris, 1922.
- Pierre Bonardi, L'invitation au Voyage. Le Retour de Jerusalem, 73 dessins d'Aizik Feder, 230 exemplaires numéotés, André Delpeuch, Paris, 1927.
- Joseph Kessel, Terre d'amour, Éditions Mornay, Paris, 1927.
- Alphonse Daudet, La Petite Paroisse, Paris, Librairie de France, Paris, 1930.
- Jérôme et Jean Tharaud, L'Ombre de la croix, frontispice et 28 illustrations d'Adolphe Feder, 660 exemplaires numérotés, collection « Les beaux livres », Éditions Mornay, Paris, 1932.

## Expositions

### Expositions personnelles
- Galerie Les Feuillets d'art, Paris, 1920.
- Galerie Marsant, Paris, 1920.
- Galerie La Licorne, Paris, 1922.
- Galerie Barbazanges, Paris, 1923.
- Galerie Dominique, Paris, 1923.
- Galerie Druet, Paris, 1925[10], 1928[11].
- Galerie Quatre chemins, Paris, 1926.
- Galerie Drouant, Paris, 1928.
- Galerie Marcel Bernheim, Paris, 1928.
- Galerie Armand Drouant, Paris, 1930[12],[13].

### Expositions collectives
- Salon d'automne, Paris, 1911, 1912 (devient sociétaire[1]), 1913, 1919, 1920, 1921, 1922, 1923, 1925, 1937[11].
- Salon des indépendants, Paris, 1913, 1914, 1921, 1923[11].
- Nouveau Salon - Pierre Bompard, Charles Despiau, Adolphe Feder, Raymonde Heudebert, André Jolly, Tristan Klingsor, Marthe Lebasque, André Léveillé, Lucien Mainssieux, Jean Peské, Galerie Barbazanges, Paris, 1922[14].
- Salon des Tuileries, 1926 (Portrait d'Alfred de Monzie), 1930 (Mauresques)[10],[15].
- Exposition coloniale internationale (décoration du pavillon de Madagascar), Paris, 1931.
- Max Band, Adolphe Feder, Moïse Kisling, Léopold Lévy, Emmanuel Mané-Katz, Chana Orloff, Isaachar Ryback, Chaïm Soutine, Marek Szwarc, Galerie Aktuaryus, Zurich, juillet-août 1931.
- Œuvres d'artistes juifs morts en déportation, Galerie Zak, Paris, 1955.
- The circle of Montparnasse - Jewish artists in Paris, 1905-1945, Jewish Museum, New York, 1985.
- École de Paris, Galerie Marek, Paris, octobre-décembre 1990.
- Paris-Moscou, Musée national d'art moderne, Paris, 1991.
- Eighteen artists who perished in the holocaust, Université de Haifa, 1995.
- L'École de Paris, 1904-1929 - La part de l'autre, Musée d'art moderne de la ville de Paris, novembre 2000 - mars 2001.
- Legacies of silence, Imperial War Museum, Londres, avril-août 2001.
- Modigliani, Soutine et leurs amis de Montparnasse, Musée juif hongrois, Budapest, 2003.
- Sur les traces de Marc Chagall, Kunstmuseum (de) Ahlen, 2003.
- Montparnasse déporté, Musée du Montparnasse, mai-octobre 2005.
- Peintres russes en Bretagne, Musée départemental breton, Quimper, 2006[16].
- L'École de Paris, 1905-1932, Musée des Beaux-Arts Pouchkine, Moscou, 2011.
- Desire of Paris, Mané Katz Museum, Haifa, 2012.
- Montparnasse, atelier du monde - Ces artistes venus d'ailleurs, Forum des arts, Palais de la Bourse, Marseille, avril-septembre 2012.
- La collection Jonas Netter - Modigliani, Soutine et l'aventure de Montparnasse, Pinacothèque de Paris, avril-septembre 2012[17].
- Modigliani, Soutine e gli artisti maledetti, Palazzo Reale, Milan, février-septembre 2013[18].
- Belles de nuit, Musée d'Art moderne Richard-Anacréon, Granville, 2016.
- Les peintres d l'École de Paris, Galerie Les Montparnos, Paris, février-mars 2019[19].
- Participations non datées : Salon de la Société nationale des beaux-arts, Paris.

## Réception critique
- « Feder joint à des dons de coloriste subtil un sens de la forme d'u,n caractère nettement structural. Ses figures de Bretons massifs aux contours aigus suivent les lignes maîtresses des sites maritimes, les complètent et s'incorporent aux paysages dont ils semblent faire partie intégrante. Porté jadis vers le style monumental, Feder se contentait de constructions rythmiques. Mais, ayant exploré depuis les ressources de la peinture, il cherche avec une énergie farouche le moyen d'intensifier son langage plastique. Le sort l'ayant gratifié d'un regard pénétrant et subtil, il discerne les multiples variations que subit la couleur et les exploite non dans le but de rendre plus véridique l'éphémère aspect d'un ciel ou d'un coin de terre, mais afin d'animer les surfaces de ses tableaux. Ses rapports aux tons sont d'une rare qualité. » - Waldemar-George[20]
- « Il a produit une œuvre qui suit la tradition française et l'exalte avec beaucoup de distinction. » - Maurice Raynal[21]
- « Feder est un de ces artistes qui semblent s'être donné la tâche de rassurer les esprits chagrins prompts à proclamer que l'on ne sait plus peindre aujourd'hui... Ce qui frappe d'abord dans un ensemble de Feder, comme celui qui vient d'être exposé à la Galerie Armand Drouant, c'est la saveur de la matière due au moins autant à la connaissance du métier qu'à ses dons naturels de peintre. Sans doute, s'il n'était peintre avant tout, amoureux de la couleur, ses natures mortes n'auraient pas cet éclat plantureux, ni ses figures cette sobre et chaude harmonie, mais une sûre technique lui a permis de tirer de ces mérites le maximum. Elle étend du reste ses heureux effets au dessin qu'elle affermit, qu'elle mène à ces rythmes solidement établis. Il y a du classique chez Feder, ce qui ne l'empêche pas de donner à ses figures un caractère aigu, quasi romantique. » - Revue Art & Décoration[12]
- « Dans des harmonies d'une sonorité amortie, Feder retrace des paysages, des natures mortes, des scènes d'Orient. L'Orient qu'il nous montre, parce qu'il n'est pas bariolé, semble conforme à la réalité : un Orient poussiéreux et miteux, dépouillé de l'éclat dont le revêt le goût de l'exotique. » - François Fosca[13]
- « Les tons chatoyants conviennent à sa palette d'orientaliste moderne. » - Muriel[22]
- « L'esthétique cubiste n'est pas étrangère aux paysages et aux portraits de ce Russe naturalisé Français, toujours attaché, dans ses œuvres parisiennes, à la polychromie vive et fraîche de la peinture slave. » - Gérald Schurr[23]
- « Ses œuvres reflètent une certaine influence formelle du cubisme » - Dictionnaire Bénézit[24].
- « Adepte d'une esthétique mêlant des réminiscences assagies du cubisme à un goût pour la couleur, il peint dans le cadre des genres traditionnels, portrait, paysage, scènes de genre. Il parcourt la France, de la Bretagne au Pays basque, à la Provence, au Sénonais, mais aussi les colonies, à la recherche de paysages et de scènes familières... On doit rapprocher le travail artistique de Feder en Palestine de celui qu'il effectue en Afrique du Nord : il s'inscrit même dans une tradition de l'aquarelle qui a reçu sa consécration avec les fameux croquis qu'Eugène Delacroix ramène de son voyage au Maroc en 1832 et perdure cent ans après, Matisse offrant une étape majeure dans ce processus. » - Dominique Jarassé[10]

## Collections publiques

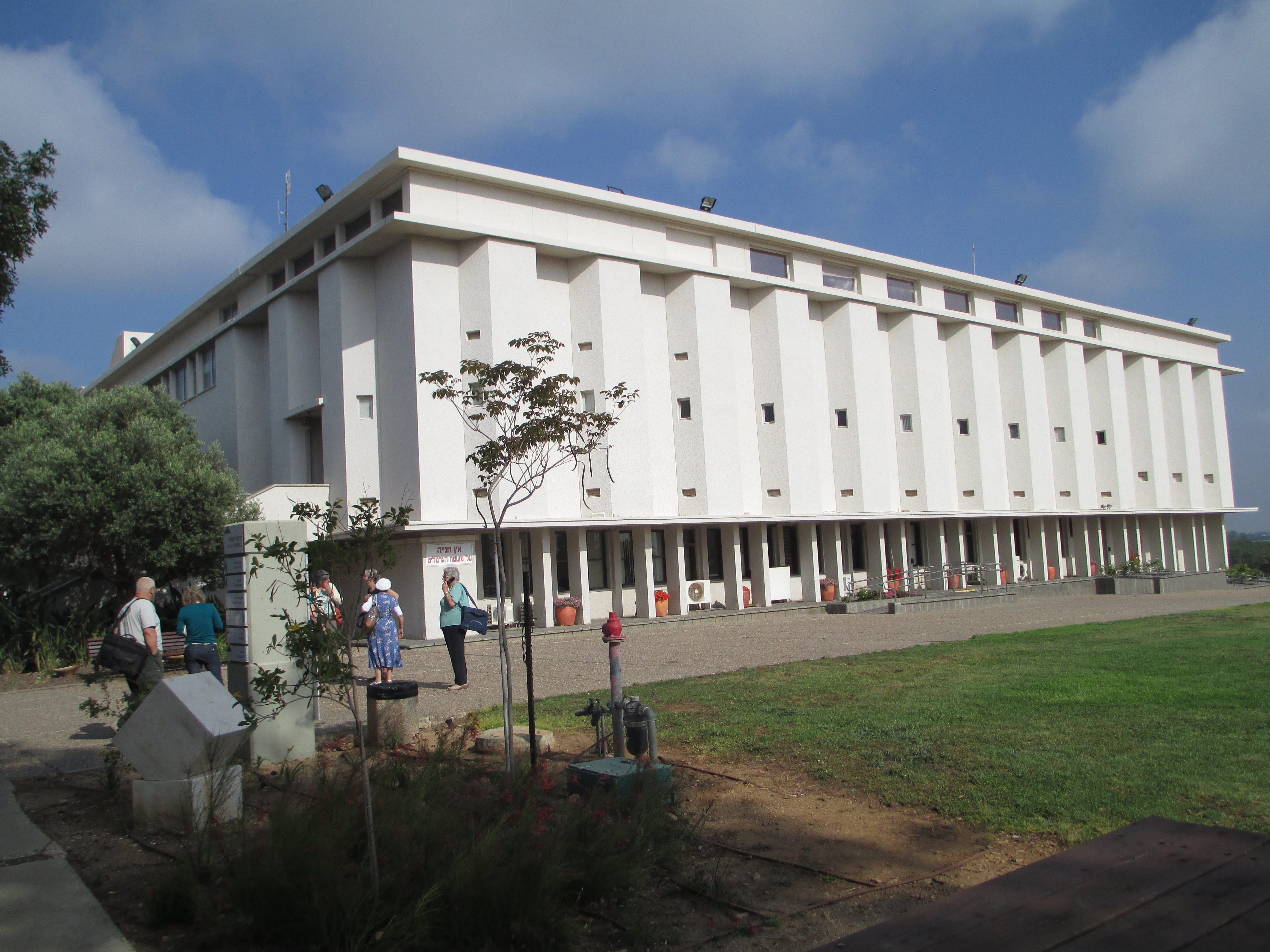
Ghetto Fighters' House Museum, Galilée

### France
- Musée national d'art moderne, Paris :
  - Bethléemitaine, huile sur toile, 74,5x57cm, avant 1925.
  - Portrait de Madame E. Welter, huile sur toile, 100x73cm, avant 1927.
- Musée Sahut, Volvic 
  - Portrait anonyme, huile sur toile

### Israël
- Haïfa, université de Haïfa, Hecht Museum : Portrait d'un jeune garçon, aquarelle[25].
- Ghetto Fighters' House Museum, Galilée, œuvres du camp de Drancy, don de Sima Feder[26].

### Suisse
- Petit Palais, Genève, Le saltimbanque assis[27].

## Collections privées
- Collection Jonas Netter, Portrait de femme et Femme au vase de fleurs, huiles sur toiles, 1915[17].